# Kristkirken (Kolding)
 For alternative betydninger, se Kristkirken. (Se også artikler, som begynder med Kristkirken)
Kristkirken er Koldings største kirke, beliggende på Haderslevvej. Kirken, som rummer 700 siddepladser, er hovedkirke i Kristkirkens Sogn. Den blev indviet i 1925 og er bygget i nyklassicistisk stil.
I tiden efter 1. verdenskrig voksede Kolding. Indbyggertallet nærmede sig 20.000, men der var stadig kun én kirke i Kolding Sogn. Man besluttede derfor at dele sognet med Kolding Å som skillelinje i Sct. Nicolai sogn nord for åen og Kristkirkens Sogn syd for åen. Et udvalg, med købmand Hans Have som formand, blev dannet, og undersøgte økonomien og mulighederne. Kommunen skænkede grunden "Bisseskoven", som kæmner Riis i 1700-tallet havde skænket byen med den klausul, at den aldrig måtte bebygges (!) Til opførelsen af bygningen blev der iværksat en række forskellige indsamlinger. Arkitektkonkurrencen blev vundet af Christian Svane og Axel G. Jørgensen.
Den 21. april 1923 blev kirkens grundsten lagt. Til stede var kirkeminister Jacob Appel med biskop Valdemar Ammundsen. Grundstenen er placeret ved kirkens hoveddør, og der blev indmuret en metalkasse med historiske data og mønter. Kirken blev først omhyggeligt opført som en rødstenbygning, men inden færdiggørelsen blev der taget beslutning om at pudse murene og male den hvid.
Da kun tårnet manglede, var pengene næsten brugt op, men kirkens første sognepræst, provst Roesen, insisterede: "Hvis ikke kirken får sit tårn nu, får den det aldrig!". En ekstra ihærdig indsats for at indsamle pengene blev iværksat. På danserestauranten Alhambra bag kirken blev der afholdt flere bazarer/lotterier. Hovedpræmierne var en Citroenbil og et fuldt udstyret hestekøretøj, ligesom levende høns blev sat på højkant.
Provst Roesen gav kirken dens navn ud fra dens stærke Kristus-præg: Kristi kors på tårnet, relieffet over hoveddøren af Anne Marie Carl Nielsen af Lazarus’ opvækkelse  , og Bertel Thorvaldsens kristusskikkelse ved alteret. Sidstnævnte er en kopi, skænket af gårdejer Steffensen, Brændkjærgaard. Originalen har samme placering i Københavns Domkirke. Både hvad skib, tårn og stil angår, er det tydeligt, at arkitekterne har været inspireret af Københavns Domkirke (Vor Frue kirke). Kristkirken kaldes da også for ”Jyllands Vor Frue”.
Kirken fik et stort orgel med 36 stemmer i 1964.
I 1987 blev tilbygningen Kirkebuen med bl.a. mødelokaler og konfirmandstue færdigbygget. I 2011 indviedes kirkens kontor- og personalebygning "Kridthuset" efter en ombygning af den tidligere præstebolig Haderslevvej 38. For at råde bod på et voksende behov for menighedslokaler blev den tidligere kordegnebolig på Hans Haves Vej 2 ombygget og indviet i 2020 under navnet "Havehuset". I forbindelse med Havehuset blev der etableret en åben byhave med økologisk dyrkede frugttræer og urter.
Kristkirkens annekskirke er Immanuelskirken på Immanuelsvej.